# Væggerløse
Væggerløse is een plaats in de Deense regio Seeland, gemeente Guldborgsund, en telt 1338 inwoners (2007).
De plaats ligt op het eiland Falster.